# Перевозник Петро Артемович
Перевозник Петро Артемович (нар. 22 лютого 1944, м. Ізюм Харківська область — пом. 13 лютого 2015 р. у м. Житомир) — український архітектор. Заслужений архітектор України  за проектами якого відроджено та збудовано багато святинь Католицької Церкви на Житомирщині, Київщини, Волині. Член Національної спілки архітекторів України

## Життєпис
Петро Артемович народився 22 лютого 1944 року в місті Ізюм. У 1972 р. закінчив архітектурний факультет Львівської Політехніки.
В його творчому доробку велика кількість об'єктів громадського, лікувально-оздоровчого та монументального призначення. Особливим періодом роботи Перевозника П. А. є робота з 1994 року коли він спеціалізувався на проектуванні культових споруд різних конфесій, багато з яких стали окрасою міст і сіл Житомирської та Київської областей. Ряд православних храмів та костьолів знаходяться нині в стані будівництва. Проектна робота відзначається творчим підходом, пошуком нових архітектурних форм на основі національних традицій українського зодчества.

## Творчій доробок
Храми в Новограді-Волинському, Осиковому, Гришківцях, Зарічанах і Яблуниці (дитячі табори благочинної католицької Місії «Карітас-Спес»), Ворзель (Вища Духовна Семінарія) тощо, монастир і храмовий комплекс Місіонерів Облатів Непорочної Марії в Обухові та житомирський монастир Сестер-Бенедиктинок. Брав участь у відбудові комплексу Єпархіального Управління Луцької дієцезії та пам'ятки старовини — храму в селі Киверці на Волині. Проектував в Житомирі, церкву Заповіту Ісуса Христа. За його проектами зведено Пам'ятник жертвам Голодомору в Україні 1932-33 рр. в Житомирі.